# Національний скаутський рух Вірменії
Національний скаутський рух Вірменії (вірм. Հայաստանի Ազգային Սկաուտական Շարժում՝) — національна скаутська організація Вірменії, заснована у 1912 році. Організація є членом ВОСР з 1997 року. Станом на 2011 рік чисельність організації становить 2303 людини

## Історія
Скаутський рух у Вірменії було засновано 1912 року. Після геноциду вірмен у 1915—1916 рр. та заборони скаутингу радянською владою у 1921 році вірменський скаутинг почав відроджуватись в еміграції.
Вірменські скаути заснували організацію Haï Ari (Французькою мовою Association des Scouts Armeniens, Українською мовою Асоціація вірменських скаутів) яка стала членом ВОСР у 1928 році. Кількість членів асоціації сягала 1100 чоловік.
У 1994 році, після проголошення незалежності Вірменії, місцеві скаути заснували Національний скаутський рух Вірменії — Հայաստանի Ազգային Սկաուտական Շարժում՝. Станом на 2004 рік кількість членів організації становила 2368 осіб. У 1997 році, Асоціація вірменських скаутів передала право на членство у ВОСР до Національного скаутського руху Вірменії. Вірменські скаути офіційно відвідали 18-те Всесвітнє скаутське Джемборі у Нідерландах.

## Ідеологія
Скаутське гасло — Завжди готовий.
Емблема вірменських скаутів включає в себе лілею — символ всесвітнього скаутського руху, національні кольори прапора та елементи національного гербу Вірменії та стилізоване зображення гори Арарат.